# Dardanus brachyops
Dardanus brachyops är en kräftdjursart som beskrevs av Forest 1962. Dardanus brachyops ingår i släktet Dardanus och familjen Diogenidae. Inga underarter finns listade i Catalogue of Life.